# سيريل باري
سيريل باري (بالإنجليزية: Cyril Parry)‏ هو لاعب كرة قدم بريطاني في مركز نصف الجناح، ولد في 13 ديسمبر 1937 في دربي في المملكة المتحدة. لعب مع نوتس كاونتي.